# 阿格尼斯·格雷
《阿格尼斯·格雷》，是安妮·勃朗特於1847年出版作品，一部現實主義的小說，寫的是家教的故事，可以說是安妮本人的一部自傳。

## 小說主題
《阿格尼丝·格雷》以“所有真实的历史都离不开指导”一句起首，定义了该作品写实的格调。小说中的阿格尼丝是一名穷困牧师的小女儿，为了生计而去富家担任家庭女教师。安妮根据自己担任家庭教师的经历，以第一人称叙述这个故事，小说中的阿格尼丝年轻，未经世事，追求完美，同时又有力求自立自尊。
《阿格尼丝·格雷》赞颂善良和忍耐，是一部以‘如愿以偿’构架的小说。同时，作品以写实而又尖锐的笔法描述了当时的儿童教育以及寄宿在富家的家庭教师的生活日程。作者详细地描绘了人物性格及他们各自的日常生活，连一些微妙的印象也不遗漏。作者的文风诙谐，偶带讽刺，略有简·奥斯汀的风范。

## 主要人物
- 阿格妮絲.格雷(Agnes Grey)：這部小說的女主角。牧師理查.格雷的小女兒，懷著自立自強的勵志精神，為實現教育理念並幫助家計，勇敢投入家庭教師行列。
- 愛德華.威斯頓(Edward Weston)：阿格妮絲到莫瑞莊園所遇到的教區副牧師。離開莫瑞莊園的教區後，當上了另一個鎮的教區長，與阿格妮絲結婚。
- 理查.格雷(Richard Grey)：阿格妮絲的父親。因投資失敗，導致家中經濟出現困難。為幫助家計，大女兒瑪麗開始嘗試繪畫，小女兒阿格妮絲也投入家庭教師的工作。在小說後段去世。
- 愛麗絲.格雷(Alice Grey)：阿格妮絲的母親。貴族出身，年輕時不顧家人反對與理查.格雷結婚。在丈夫死後拒絕了娘家的遺產，與阿格妮絲一同創辦學校。
- 瑪麗.格雷(Mary Grey)：阿格妮絲的姊姊。擁有不錯的繪畫天賦，後與牧師理查森結婚。

## 内容摘要
講述的是一個自幼受人寵愛的嬌弱英國少女格雷因家道中落被迫外出，擔任富商布罗姆菲尔德（Bloomfields）的家庭教師，自私的主人和調皮的學生使她嘗盡人間辛酸。最後因言詞的衝突被解雇。她後來到莫瑞家（Murrays）去擔任家教，教導其家中的四個孩子。其中，美麗的大女兒蘿莎莉自信於自己的外貌，並勾引著每一個認識的男人，但面對婚姻，卻一心只想嫁給豪門。结婚后，丈夫漂妓、賭博、酗酒，但一切都來不及了。
而在阿格尼斯·格雷的父親去世後，她離開了莫瑞家，和母親開了一間小學。最後與莫瑞家教區的副牧師結婚，雖非豪門，卻比蘿莎莉來得幸福。

## 中文譯本
- 《阿格尼絲.格雷》，薛鴻時譯，南京譯林出版社，1993年
- 《阿格尼絲.格雷》，薛鴻時譯，重慶出版社，2008年3月
- 《艾格妮絲.格雷》，伍晴文譯，臺中好讀發行，2011年11月
- 《艾格妮絲.格雷》，裘因譯，上海譯文出版社，2013年2月